# Torymus iacchos
Torymus iacchos är en stekelart som beskrevs av Zavada 2001. Torymus iacchos ingår i släktet Torymus och familjen gallglanssteklar. Inga underarter finns listade i Catalogue of Life.